# Rusa timorensis
Rusa timorensis  este o specie mare de cerb originară din Indonezia și Timorul de Est. Există populații introduse într-o mare varietate de locuri din emisfera sudică.

## Taxonomie
Sunt recunoscute șapte subspecii ale Rusa timorensis:
- Rusa timorensis timorensis – Timor.
- Rusa timorensis djonga – Insulele Muna și Butung
- Rusa timorensis floresiensis – Flores și alte insule.
- Rusa timorensis macassaricus – Sulawesi.
- Rusa timorensis moluccensis – Insulele Moluce.
- Rusa timorensis renschi – Bali.
- Rusa timorensis russa – Java.

## Galerie

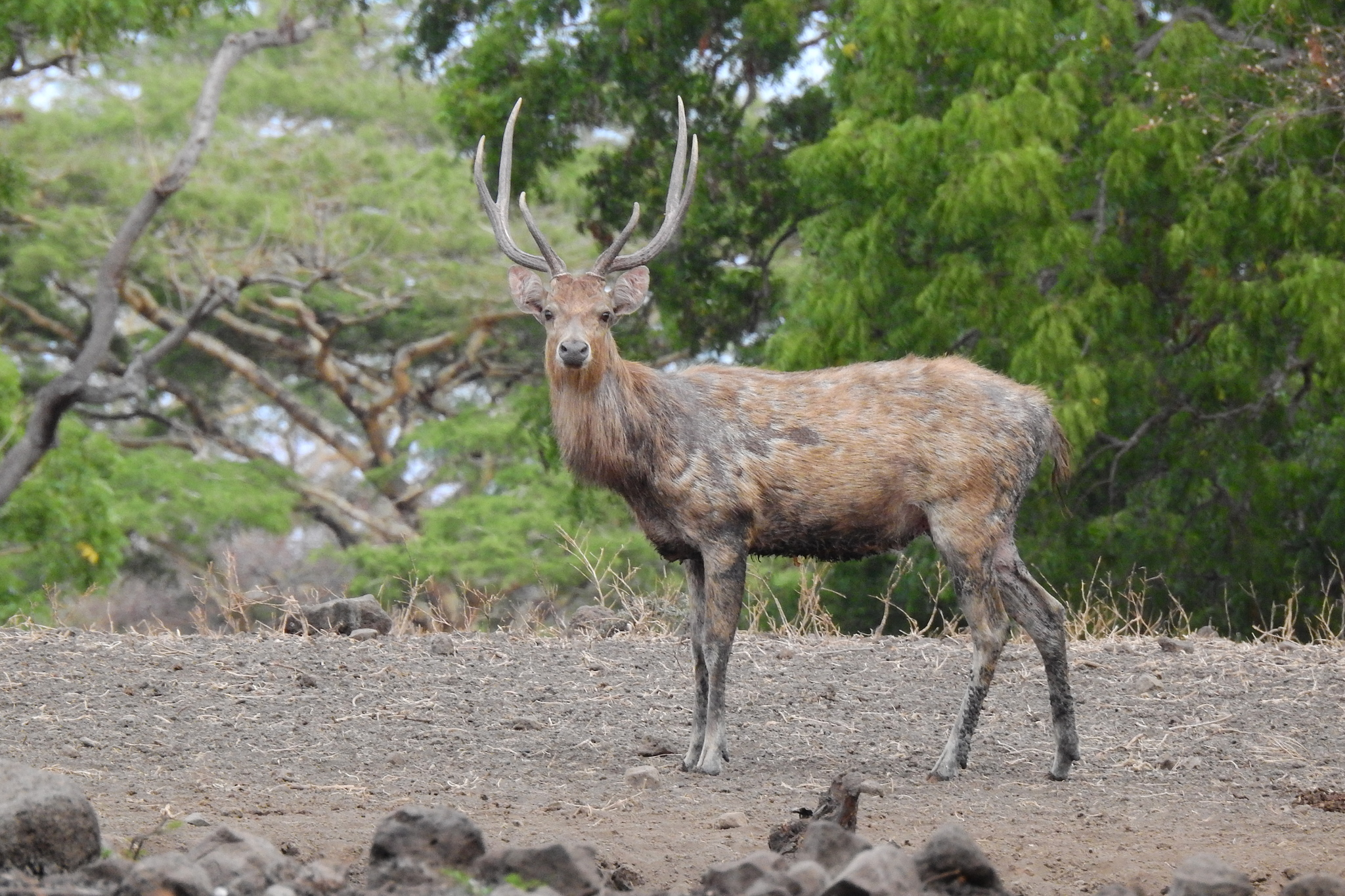
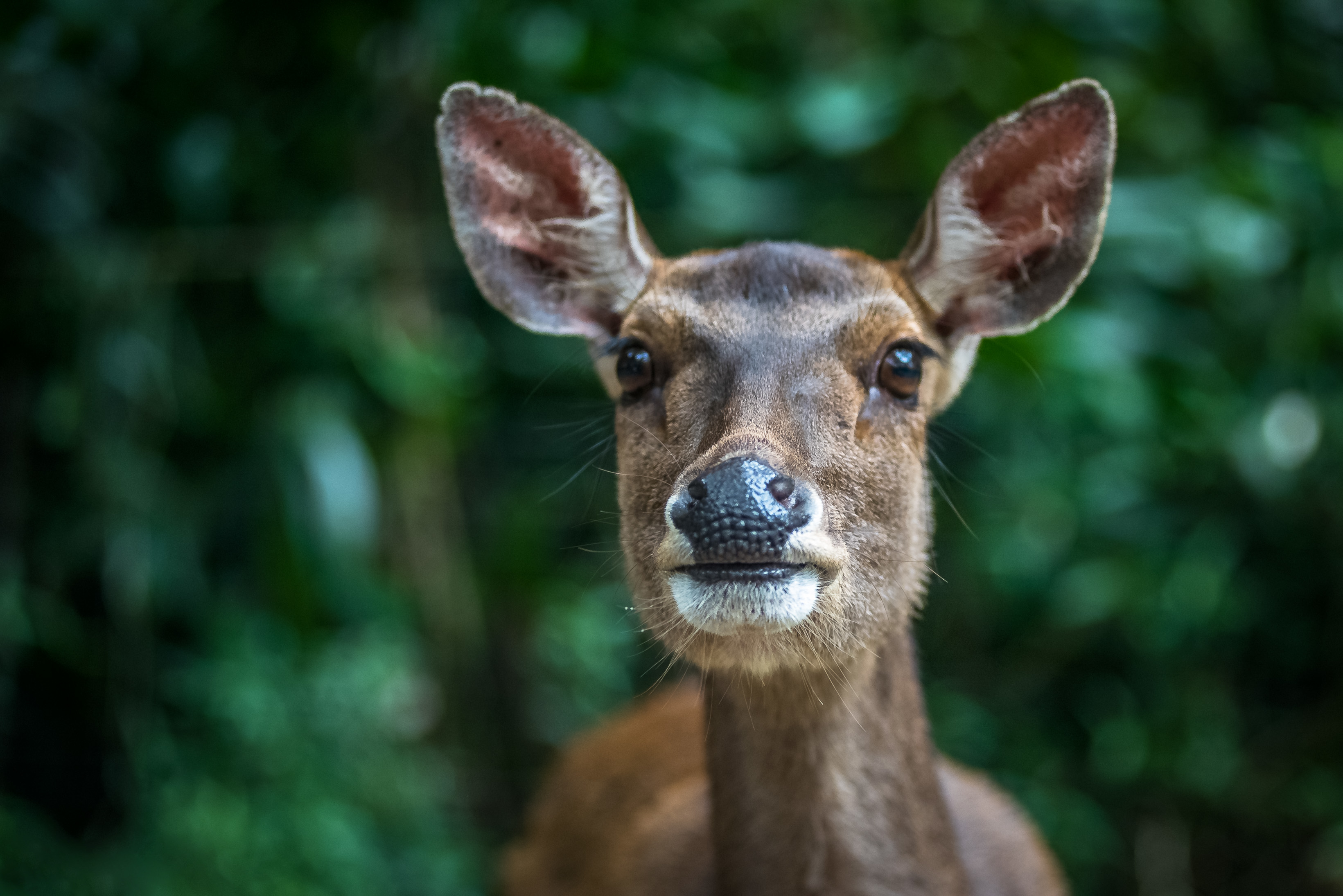
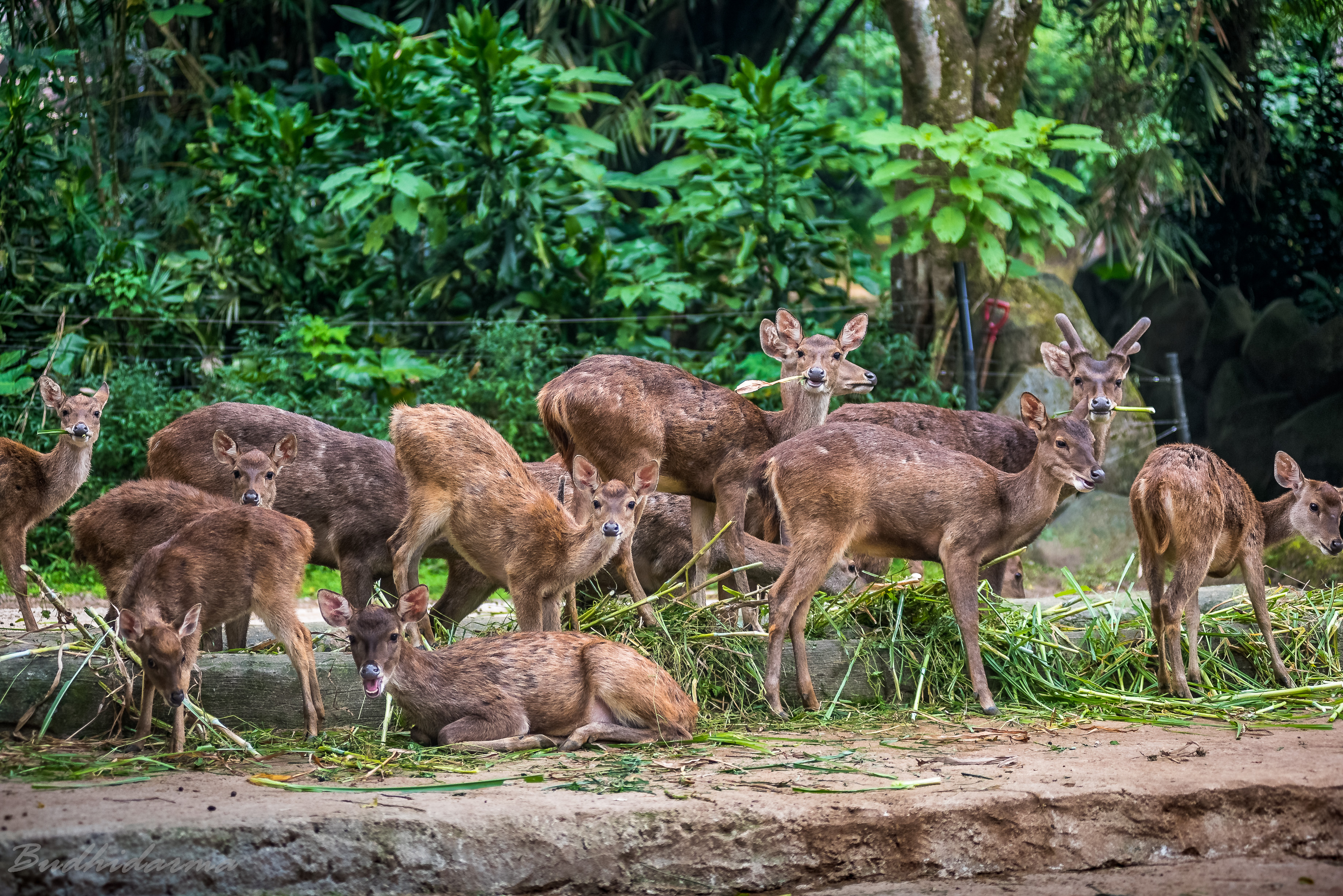